# Milan Babić (političar)
Milan Babić (Kukar blizu Sinja, 26. veljače 1956. – Haag, 5. ožujka 2006.), pobunjenički srpski političar iz Hrvatske i osuđeni ratni zločinac.
Od 19. prosinca 1990. do 19. prosinca 1991. godine bio je predsjednik "vlade" tzv. Srpske autonomne oblasti Krajine, a od 19. prosinca 1991. do 16. veljače 1992. je bio prvi predsjednik paradržave Republika Srpska Krajina, koja je osnovana na dijelu teritorija Republike Hrvatske kojega je na početku Domovinskog rata bila okupirala JNA potpomognuta paravojnim snagama iz Srbije, Crne Gore i paravojnim snagama lokalnih Srba koje je naoružala i organizirala JNA. Nakon silaska s te dužnosti, ostaje aktivan u politici, te je 21. travnja 1994. do 27. srpnja 1995. bio ministar vanjskih poslova RSK, a od 27. srpnja do 7. kolovoza 1995. predsjednik vlade te tvorevine.
Nakon što je 2004. godine osuđen na Međunarodnom sudu za ratne zločine počinjene na području bivše Jugoslavije na 13 godina zatvora, za progon na političkoj, rasnoj i vjerskoj osnovi kao zločin protiv čovječnosti počinjen protiv civila na okupiranim područjima Hrvatske, 2006. godine je u zatvoru izvršio samoubojstvo.

## Uloga u stvaranju Krajine
Babić je bio član komunističke partije, ali se u politici jače aktivirao tek kada su se Srbi u dijelovima Hrvatske gdje su živjeli u većini počeli pod utjecajem ideja srbijanskog vođe Slobodana Miloševića politički organizirati, te nakon što je stvorena njihova Srpska demokratska stranka, kojoj se Babić pridružio i bio vrlo aktivan. Imenovan je za predsjednika općine Knin, a kada se počela stvarati zajednica srpskih općina, predložen je za predsjednika te zajednice općina. Položaj ratnog gradonačelnika Knina držao je od 1991. do 1994. kada ga je zamijenio Drago Kovačević.
Babić se 1990. zalagao za prekid svih odnosa s hrvatskom vlasti, te za potpuno oslanjanje na Beograd.
Babić je u to vrijeme počeo češće putovati u Beograd na dogovore, ali ne samo o tome kako da se proširi pobuna, nego i kako da se umanji utjecaj Jovana Raškovića na Srbe u Hrvatskoj. U Beogradu je odlučeno da se situacija radikalizira kako nikakvi pregovori i dogovori više ne bi bili mogući, a Babić je u tome odigrao ključnu ulogu. Dana 17. kolovoza 1990., u središtu srpskog okupljanja u Kninu proširena je glasina da hrvatska policija ide na Knin i druga mjesta gdje su Srbi bili u većini razoružati tamošnje policijske stanice. Upućen je poziv Srbima da dođu pred policijske stanice te da uzmu oružje kako bi se sami branili. Radio Knin tog je dana objavio čak i priopćenje o uvođenju "izvanrednog stanja" na području kninske općine zbog "neposredne ratne opasnosti". Priopćenje je - pročitao je spiker - potpisao gradonačelnik Knina Milan Babić.
Babić nije odobravao navodne dogovore Miloševića s hrvatskim predsjednikom Franjom Tuđmanom u Karađorđevu 26. ožujka 1991., jer mu je bilo rečeno da je Milošević pristao prepustiti hrvatske Srbe Hrvatskoj ako od Tuđmana dobije dovoljne ustupke u Bosni i Hercegovini. Babić je sljedećih nekoliko mjeseci vukao poteze kojima je želio ustavno, politički i vojnički osnažiti položaj prostora kojim su Srbi upravljali oko Knina. Miloševiću i Beogradu se činilo da Babić izmiče kontroli te je potom odlučio oslanjati se na Milana Martića.
Kad se potkraj jeseni 1991., počelo govoriti o dolasku međunarodnih snaga UN-a u područje Knina Babić se tome usprotivio.
Babić je bio prvi predsjednik od 1991. do 1995. Republike Srpske Krajine, područja velikim dijelom nastanjenog Srbima unutar Hrvatske nakon nasilnog protjerivanja Hrvata, koje je proglasilo nezavisnost nakon što se Hrvatska 1991. razdružila od Jugoslavije. Ipak, nakon Babićeva sukoba s Beogradom gubi stvarnu moć i utjecaj u Krajini, dok Beograd u Krajini na vlast dovodi svoje poslušnike, kao što su bili Goran Hadžić i Milan Martić.
Pred "Olujom" pobjegao je u Srbiju. O njemu se ništa nije čulo sve dok nije otkriveno da radi na jednoj farmi pilića u Vojvodini.

## Suđenje
Kad ga je Haaški sud 2004. optužio za ratne zločine, bio je prvi optuženik koji je priznao krivnju i dogovorio se s tužiteljstvom, nakon čega je osuđen na 13 godina zatvora. Tijekom suđenja Babić je izjavio kako je na početku političke karijere (1989.) bio zaveden od srpske propagande koja je tvrdila kako se sprema genocid Srba u Hrvatskoj i kako je pod utjecajem te propagande sudjelovao u stvaranju atmosfere mržnje prema Hrvatima koja će rezultirati nasiljem protiv Hrvata i drugih nesrba. Proglašen je krivim za zločin protiv čovječnosti.
Neki od zločina koje je priznao pred Haaškim sudom su:
- sudjelovanje u udruženom zločinačkom pothvatu kako bi se prisilno trajno odstranila većina hrvatskog i drugog nesrpskog stanovništva s otprilike trećine Hrvatske[5]
- sudjelovanje u reorganizaciji snaga Teritorijalne Obrane kako bi sudjelovale u zločinima[5]
- sudjelovanje u financijskoj, materijalnoj, logističkoj i političkoj potpori za vojno preuzimanje teritorija od kojih će se formitati tzv. SAO Krajina[5]
- zatražio je pomoć i sudjelovanje snaga JNA u uspostavljanju i održavanju tzv. SAO Krajine[5]
- sudjelovanje u propagandi koja je dovela do eskalacije nasilje protiv Hrvata[5]
- distribucija oružja Srbima radi širenja kampanje progona[5]

Na suđenju Milanu Martiću, Babić je izjavio kako su prema njegovim saznanjima Srbi u Hrvatskoj prvi upotrijebili silu tijekom Domovinskog rata. Pronađen je mrtav u pritvoru u Den Haagu, te je objavljeno da je počinio samoubojstvo.
Po zanimanju je bio stomatolog.

## Citati
Izlazim pred ovaj Tribunal sa dubokim osjećanjem sramote i kajanja. Dozvolio sam sebi sudjelovati u progonu najgore vrste protiv ljudi samo zato što su bili Hrvati, a ne Srbi. Žaljenje koje osjećam zbog toga je bol sa kojim moram živjeti ostatak života. Molim moju braću Hrvate da oproste braći Srbima. Preklinjem moj srpski narod da ostavi prošlost iza sebe i okrene se budućnosti gdje će dobro, suosjećanje i pravda na neki način olakšati rezultate zla u kojemu sam i sam sudjelovao.

## Vanjske poveznice
- Biografija Milana Babića na BBC News